# Clavaria fumosa
Clavaria fumosa (Christian Hendrik Persoon,1795) din încrengătura Basidiomycota în familia Clavariaceae și de genul Clavaria, este o ciupercă comestibilă fără valoare culinară și saprofită care descompune frunzele căzute sau iarba bătrână. O denumire populară nu este cunoscută. Ciuperca destul de răspândită trăiește în România, Basarabia și Bucovina de Nord în grupuri de mai multe exemplare, numai foarte rar solitară, pe sol printre pajiști neameliorate și în așternutul de frunze de-a lungul marginilor pădurilor, fiind mai puțin frecventă în pădurile dense. Timpul apariției este din (iunie) iulie până în noiembrie.

## Taxonomie
Numele binomial Clavaria fumosa a fost determinat de renumitul micolog bur Christian Hendrik Persoon în volumul 15 al Neue Annalen der Botanik din 1795, fiind și numele curent valabil (2023).
Variațiile Clavaria fumosa var. striata tot a lui Persoon din 1822 precum Clavaria fumosa var. pallida descrisă de micologul belgian Maurice Beeli (1879-1957) în 1923, sunt acceptate. Alte denumiri nu au fost făcute.
Epitetul specific este derivat din cuvântul latin (latină fumosus= funinginos, plin de funingine, negrit de fum), datorită aspectului corpului fructifer pe exterior.

## Descriere

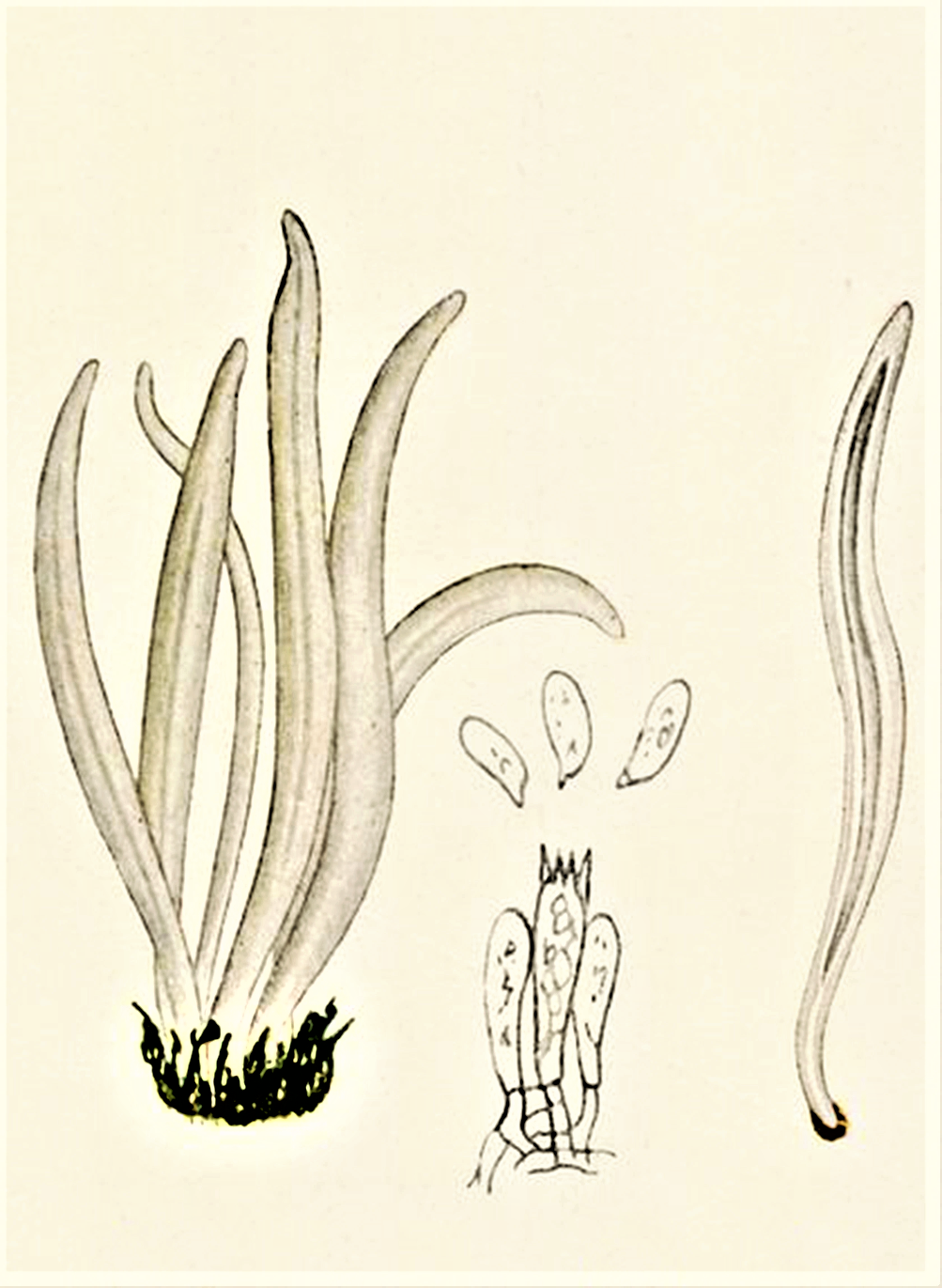
Bres.: Clavaria fumosa

- Corpul fructifer: foarte fragil are o înălțime de 5-6 (8) cm și fiecare ramură o grosime de 0,3-0,7 (0,9) cm, diametrul măsurând în total aproximativ 10 cm. Ramificațiile (uneori peste 20) care izvorăsc dintr-un trunchi mic comun în formă de mănunchi sunt mai mult sau mai puțin cilindrice, rar aplatizate, conice la bază și contondent ascuțite spre vârf. Suprafața este uscată, de obicei netedă, uneori slab canelată. Coloritul poate fi alb murdar, cenușiu, gălbui murdar sau palid roz-maroniu, fiind mai palid, aproape alb, la bază, în timp ce vârful devine mai închis brun-roșiatic sau chiar negricios pe măsură ce îmbătrânește buretele.
- Carnea: foarte fragilă și aproape translucidă este de culoare albicioasă, cu un miros aproape imperceptibil slab amărui și un gust blând.[3][4]
- Caracteristici microscopice: sporii neamilozi (nu intră în reacție cu iod) și hialini (translucizi), sunt mici, netezi, lat elipsoidali până alungit ovoidali precum apiculați la bază, având o mărime de 5-8 x 3-4 microni. Pulberea lor este albă. Basidiile fără catarame bazale cu 4 sterigme fiecare sunt clavate și măsoară 20-25 x 4-5 microni. Cistidele (elemente sterile situate în stratul himenal sau printre celulele din pielița pălăriei și a piciorului, probabil cu rol de excreție) sunt asemănătoare, dar mai scurte cu vârfuri rotunjite. De asemenea, cataramele lipsesc la hifele constrânse la septe.[9][10]
- Reacții chimice: buretele se decolorează pe suprafață cu sulfat de fier verzui.[11]

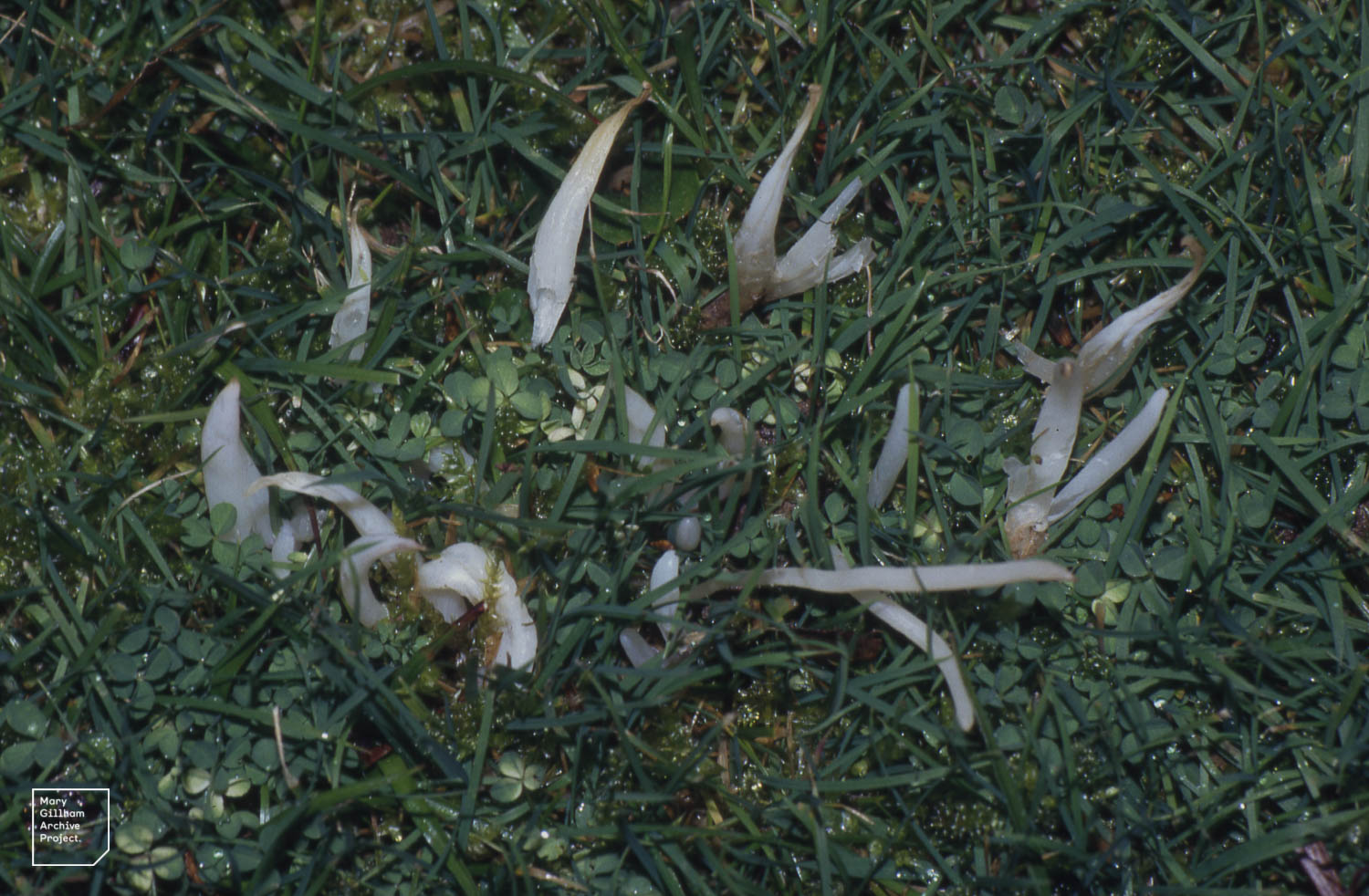
C. fumosa tinere
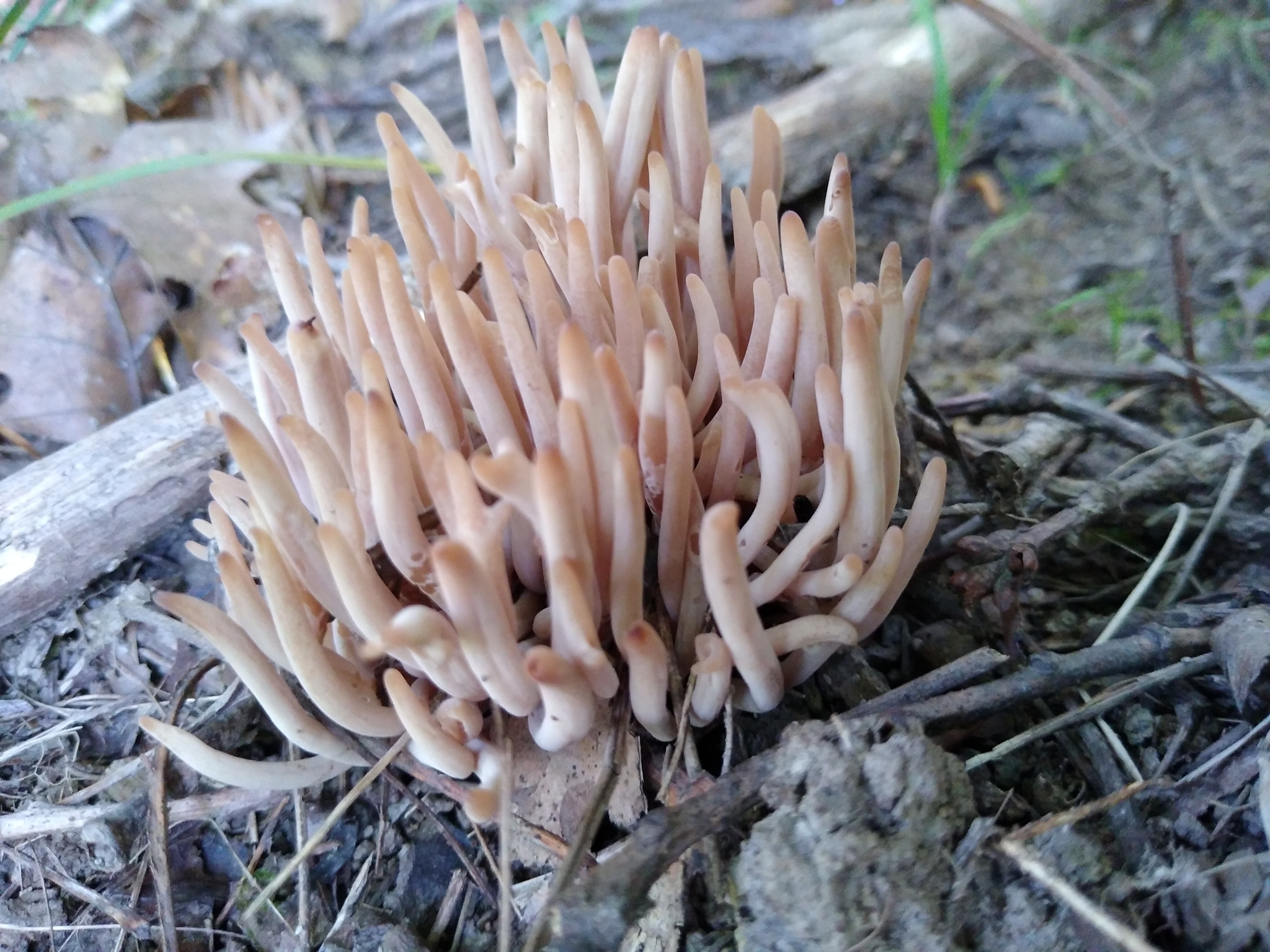
C. fumosa mature
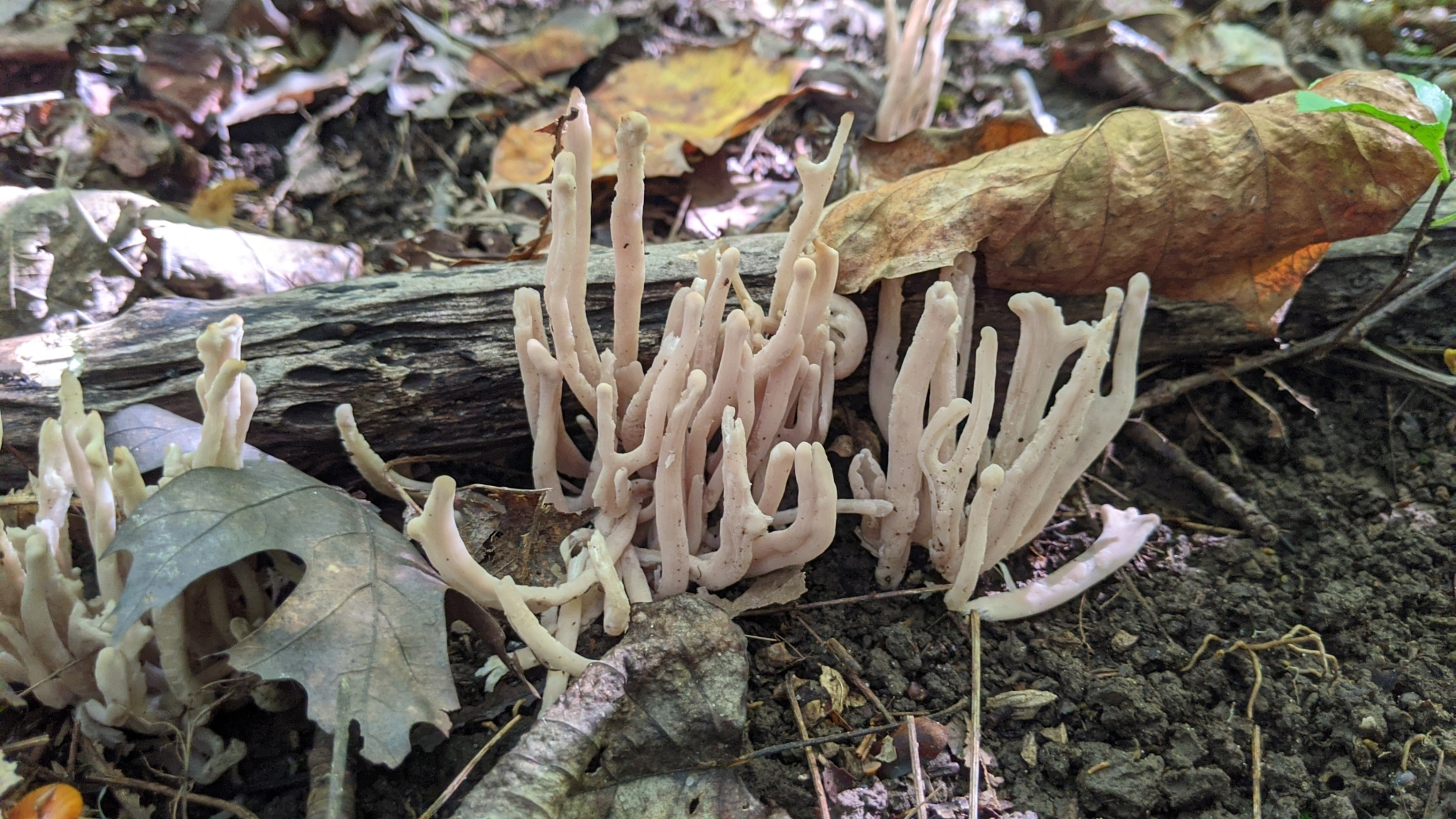
C. fumosa mai în vârstă
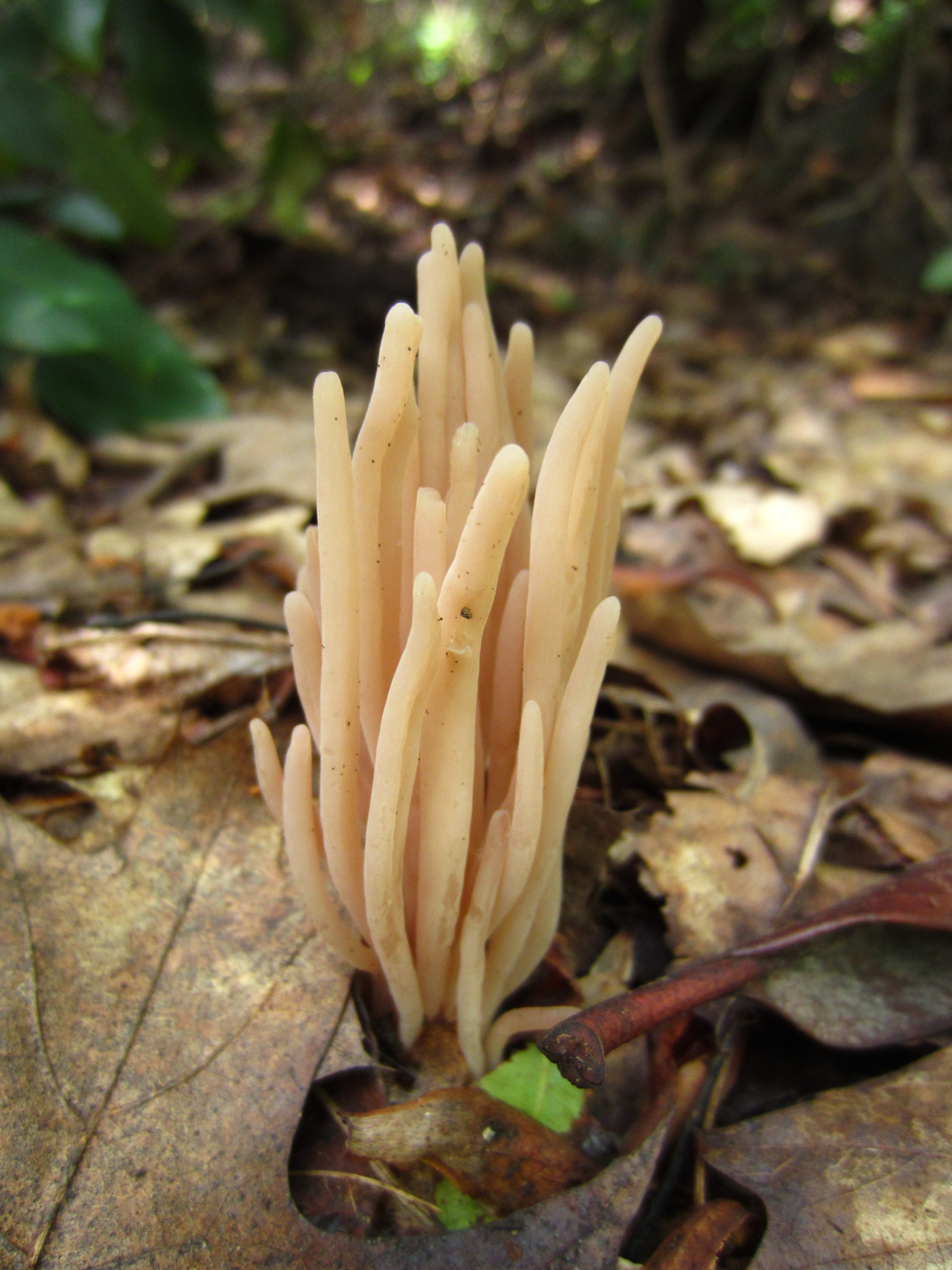
C. fumosa cu nuanțe de gălbui-roz

## Confuzii
Bureții pot fi confundați cu ciuperci asemănătoare, cu toate inofensive, dar mai multe din ele fără valoare culinară, cum sunt de exemplu Alloclavaria purpurea, Calocera cornea (mai mică, gălbuie), Calocera furcata, Clavaria falcata, Clavaria fragilis sin. Clavaria vermicularis (fără valoare culinară), Clavaria krieglsteineri, Clavulina cinerea tânără, Clavulina rugosa, Clavulina coralloides tânără, Clavulinopsis umbrinella, Ramariopsis kunzei tânără sau Thelephora palmata tânără (necomestibilă).

## Specii asemănătoare în imagini

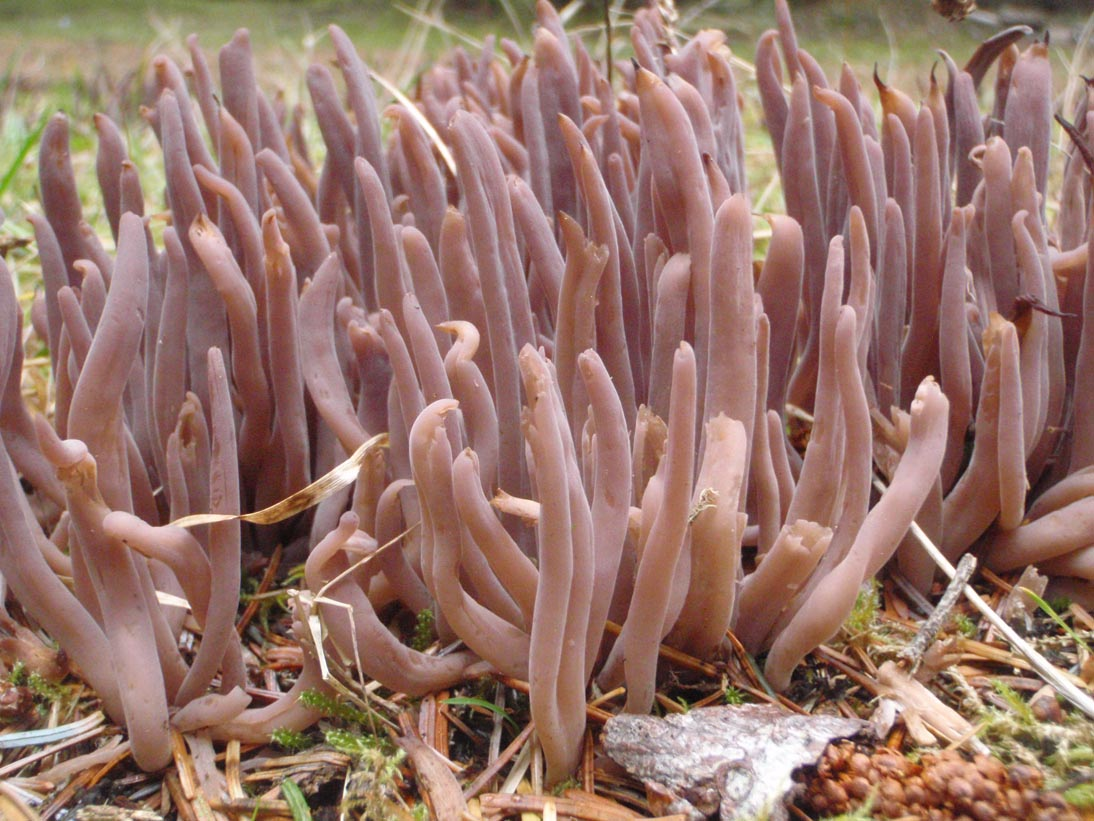
Alloclavaria purpurea
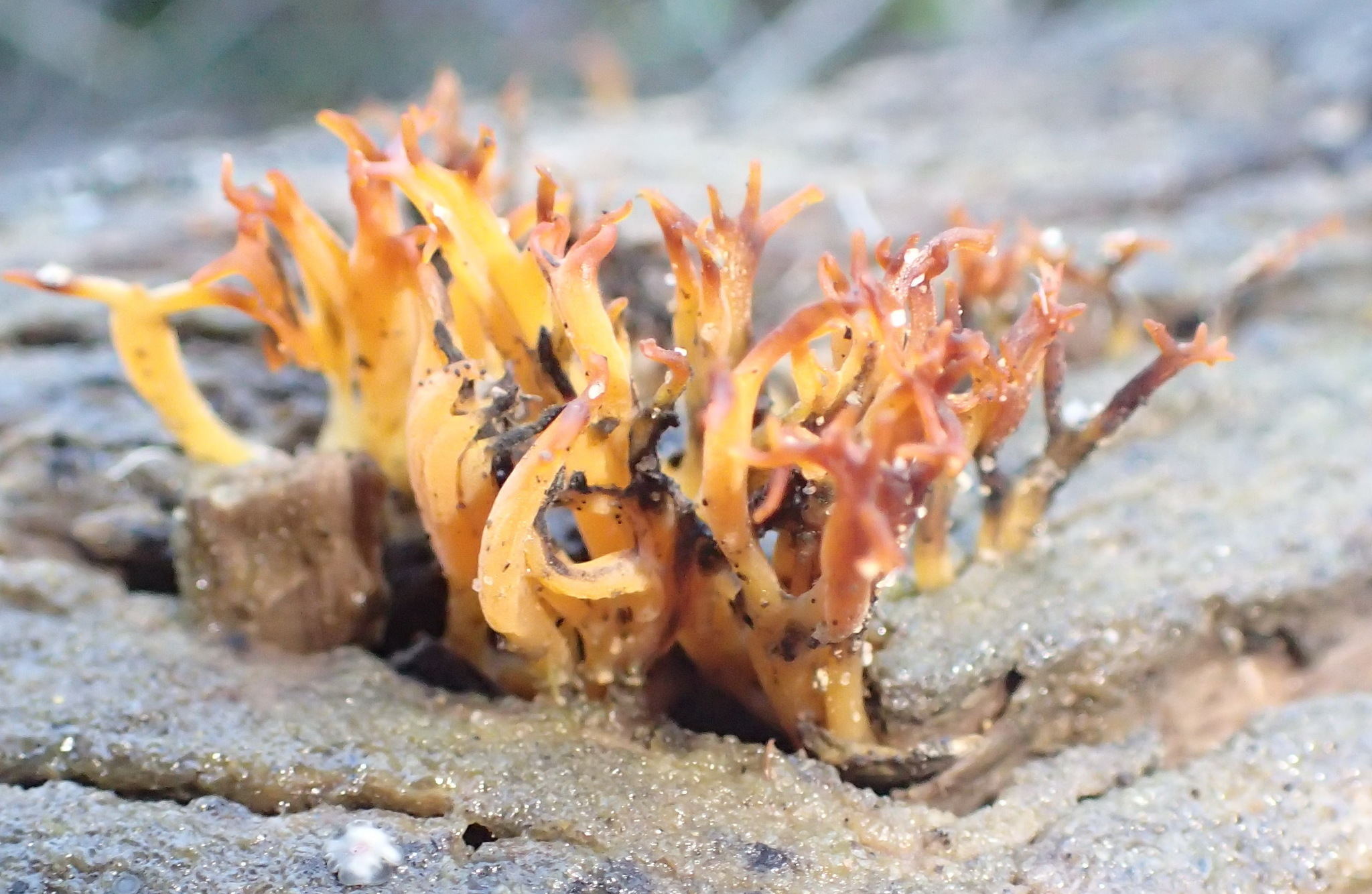
Calocera cornea
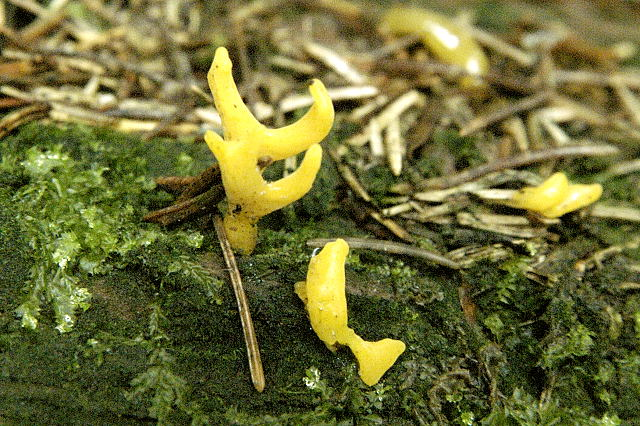
Calocera furcata
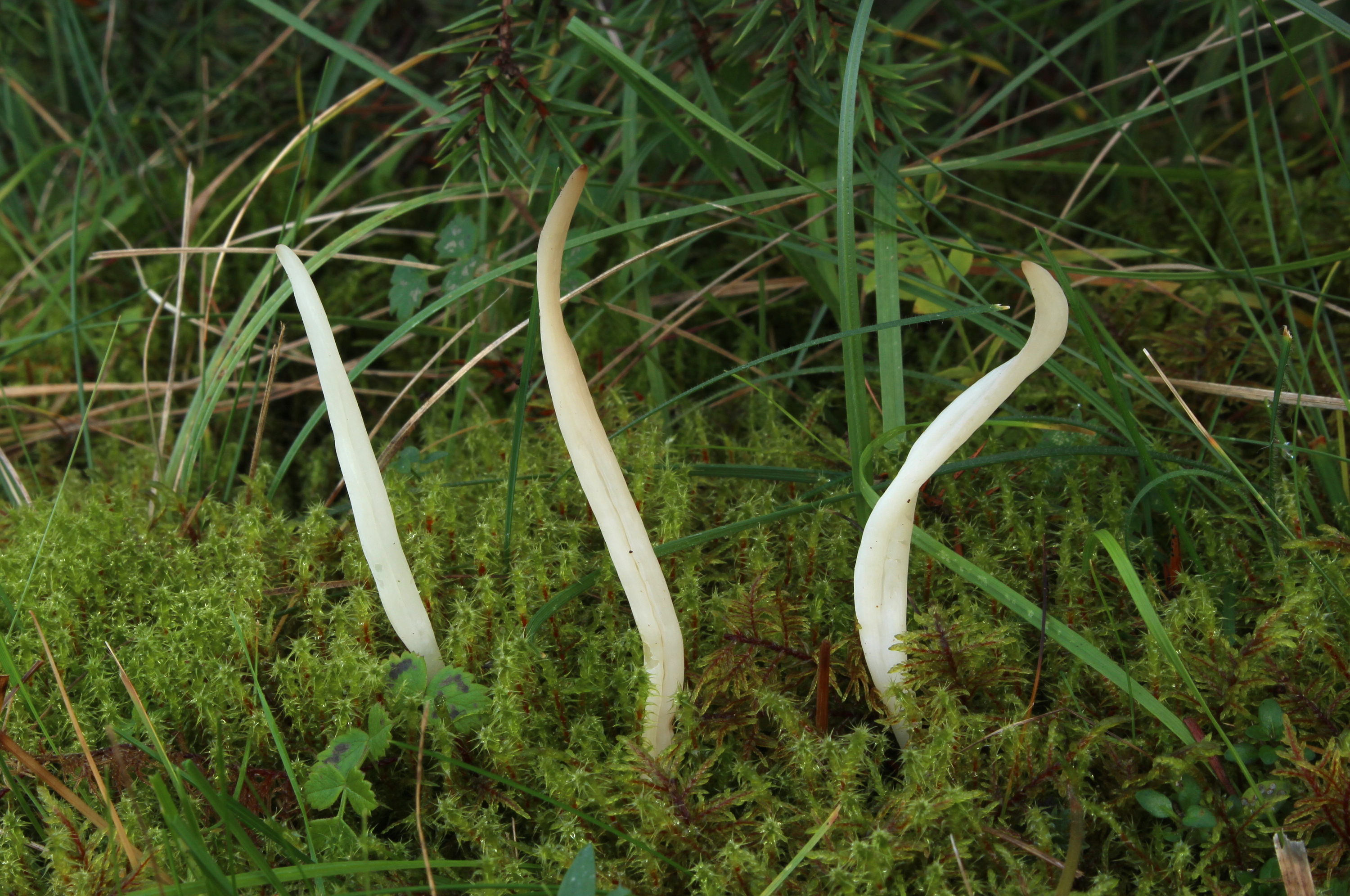
Clavaria falcata
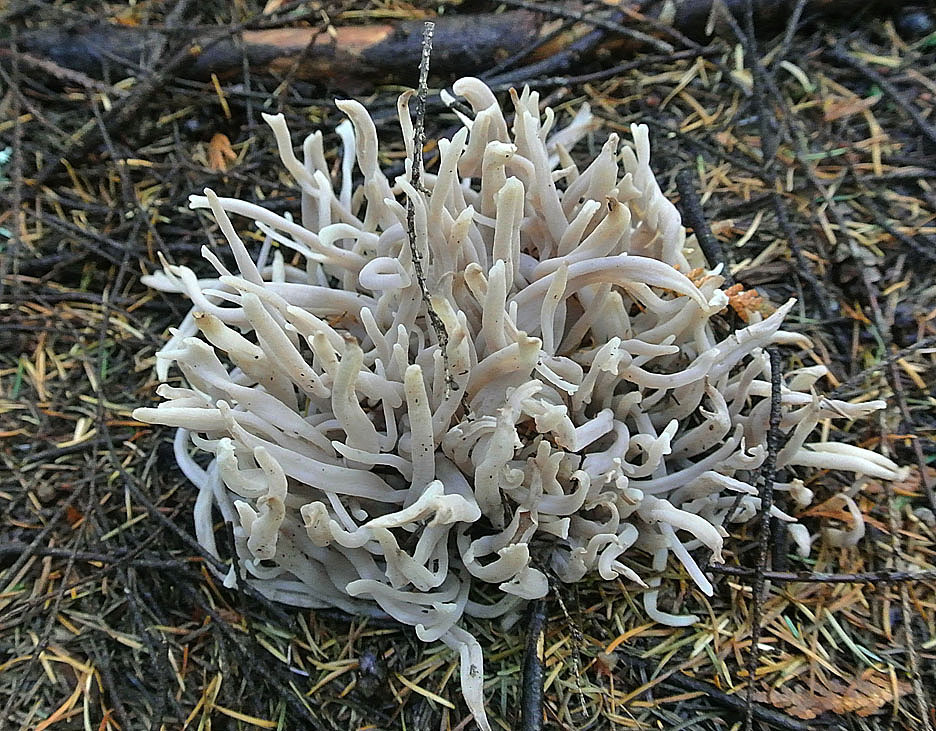
Clavaria fragilis
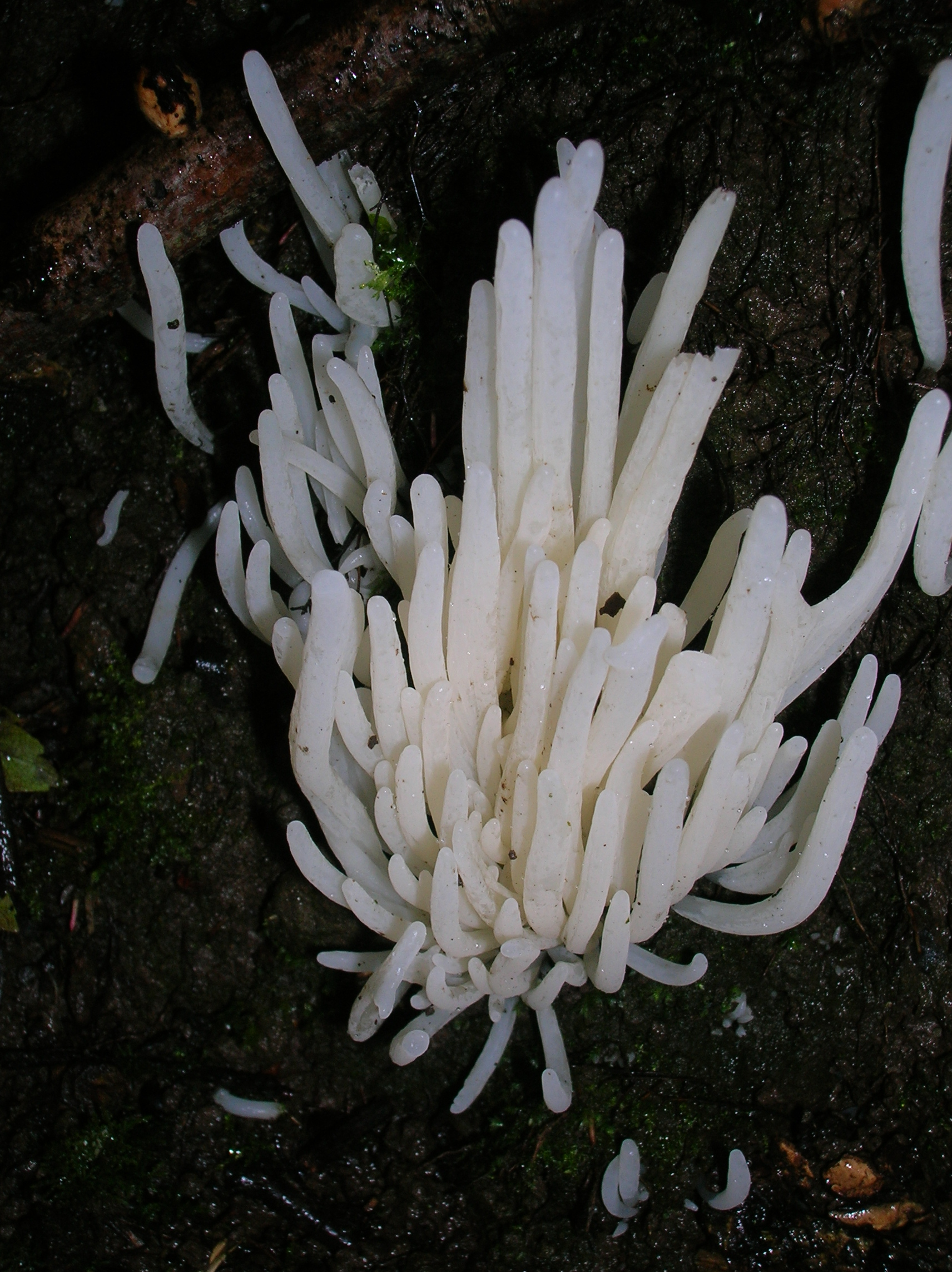
Clavaria krieglsteineri

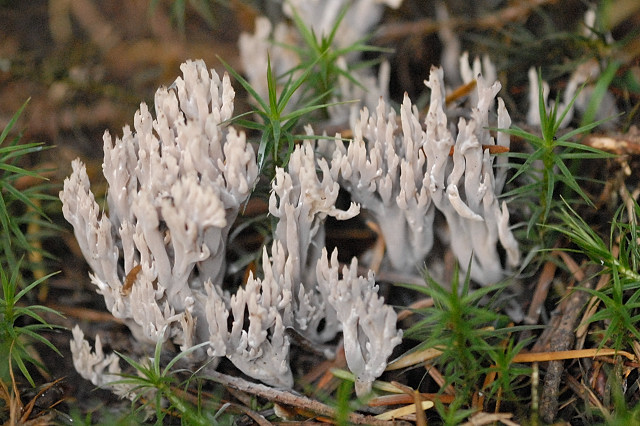
Clavulina cinerea
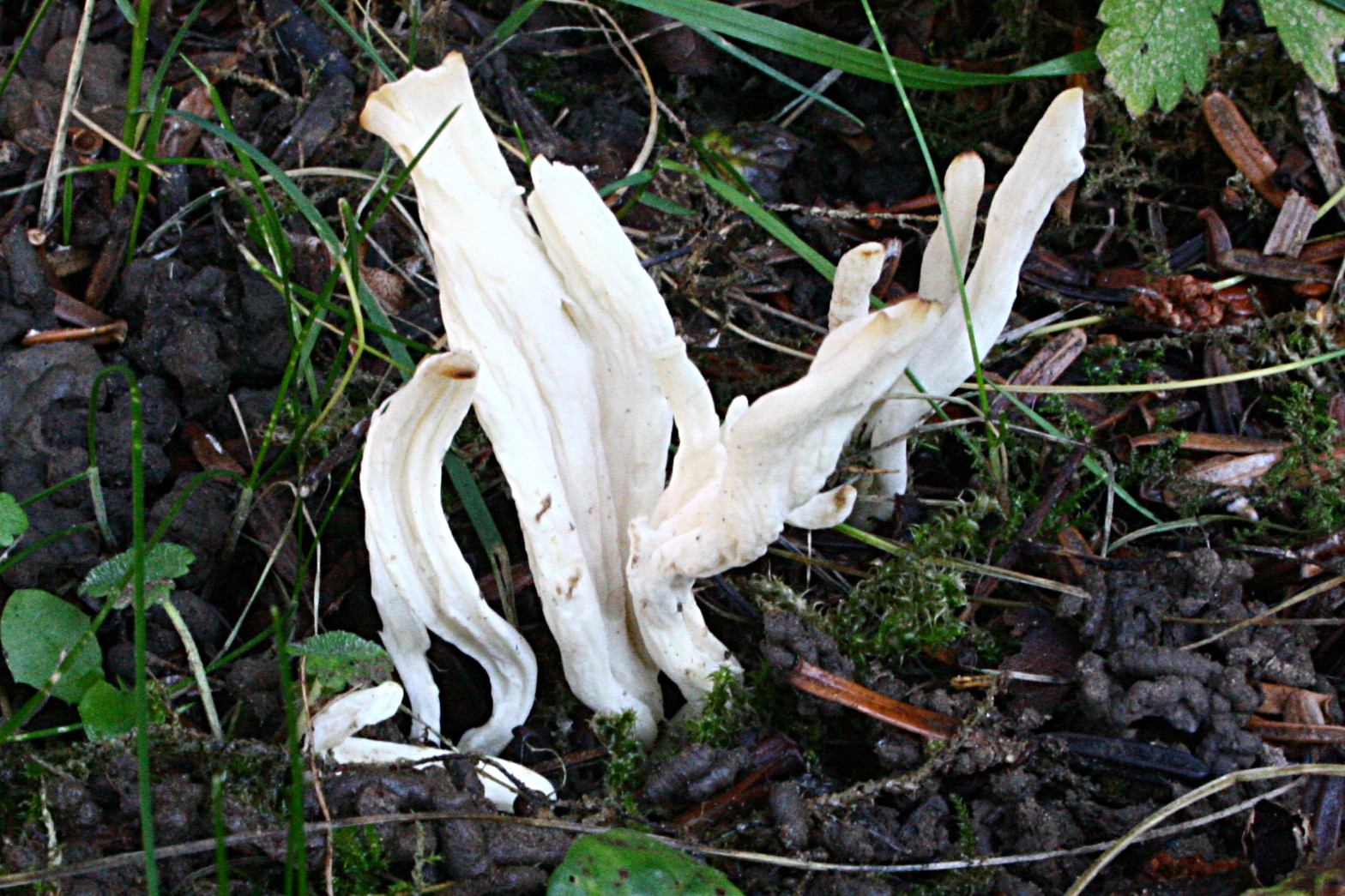
Clavulina rugosa
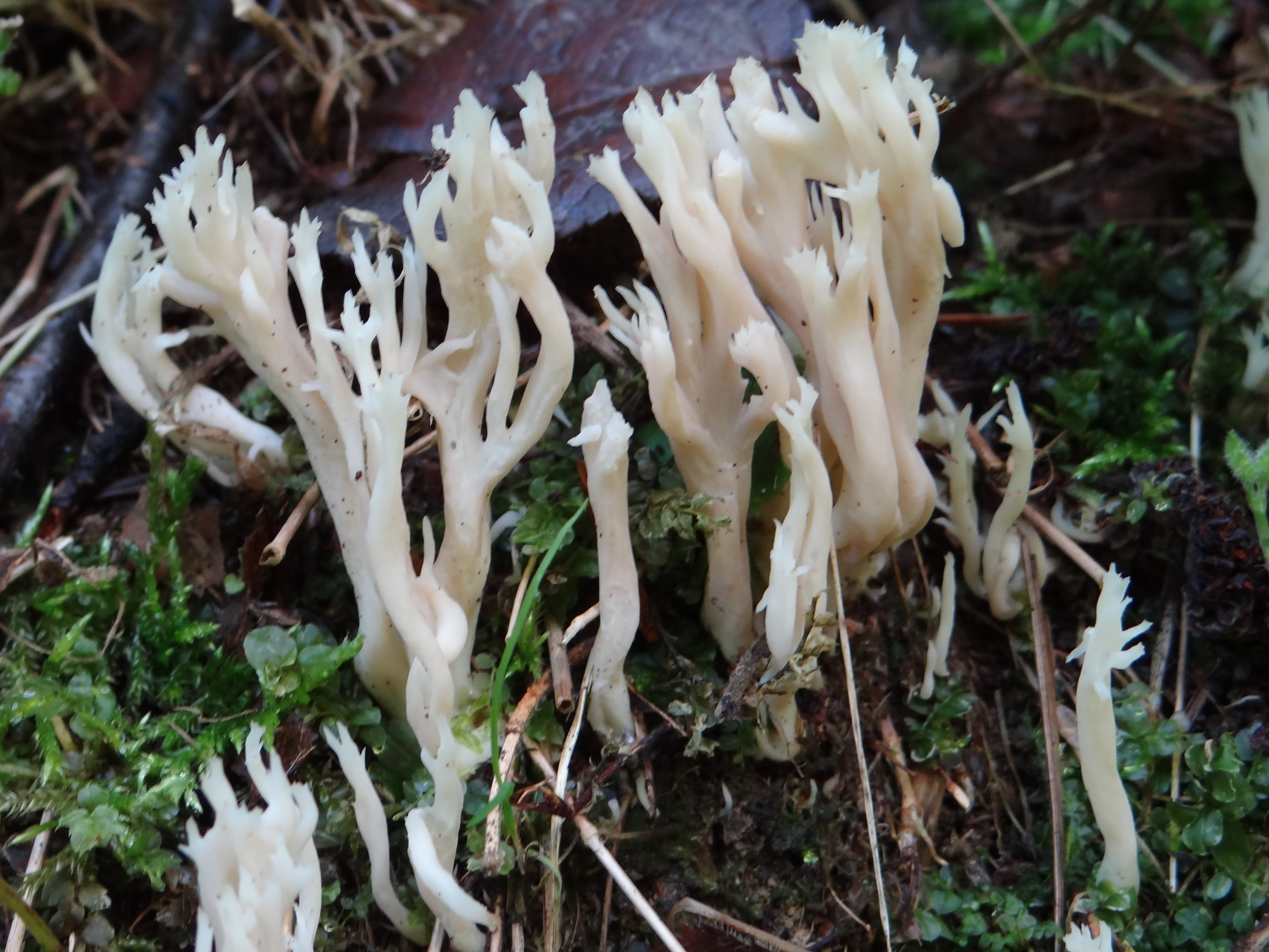
Clavulina coralloides
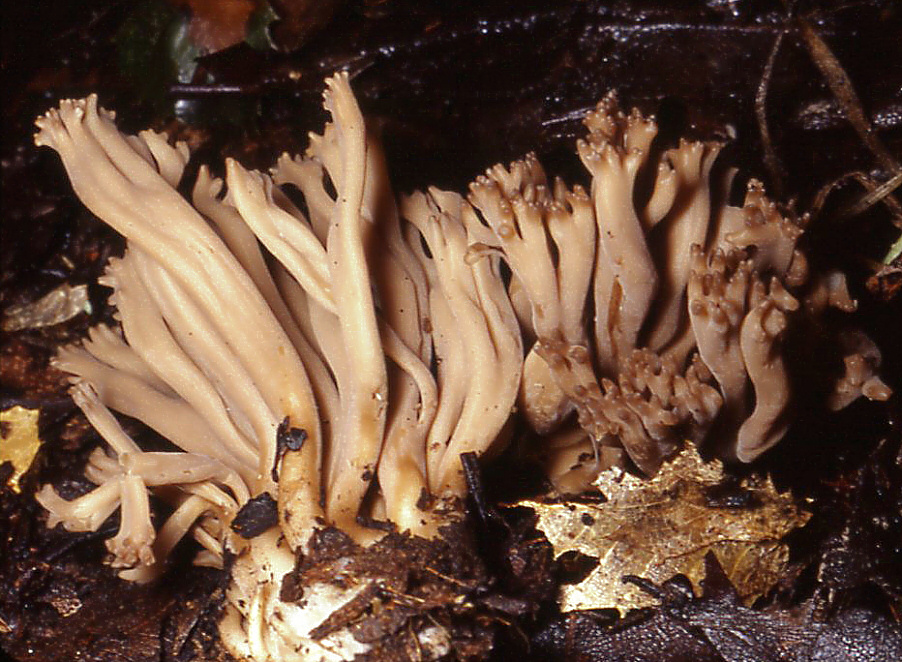
Clavulinopsis umbrinella
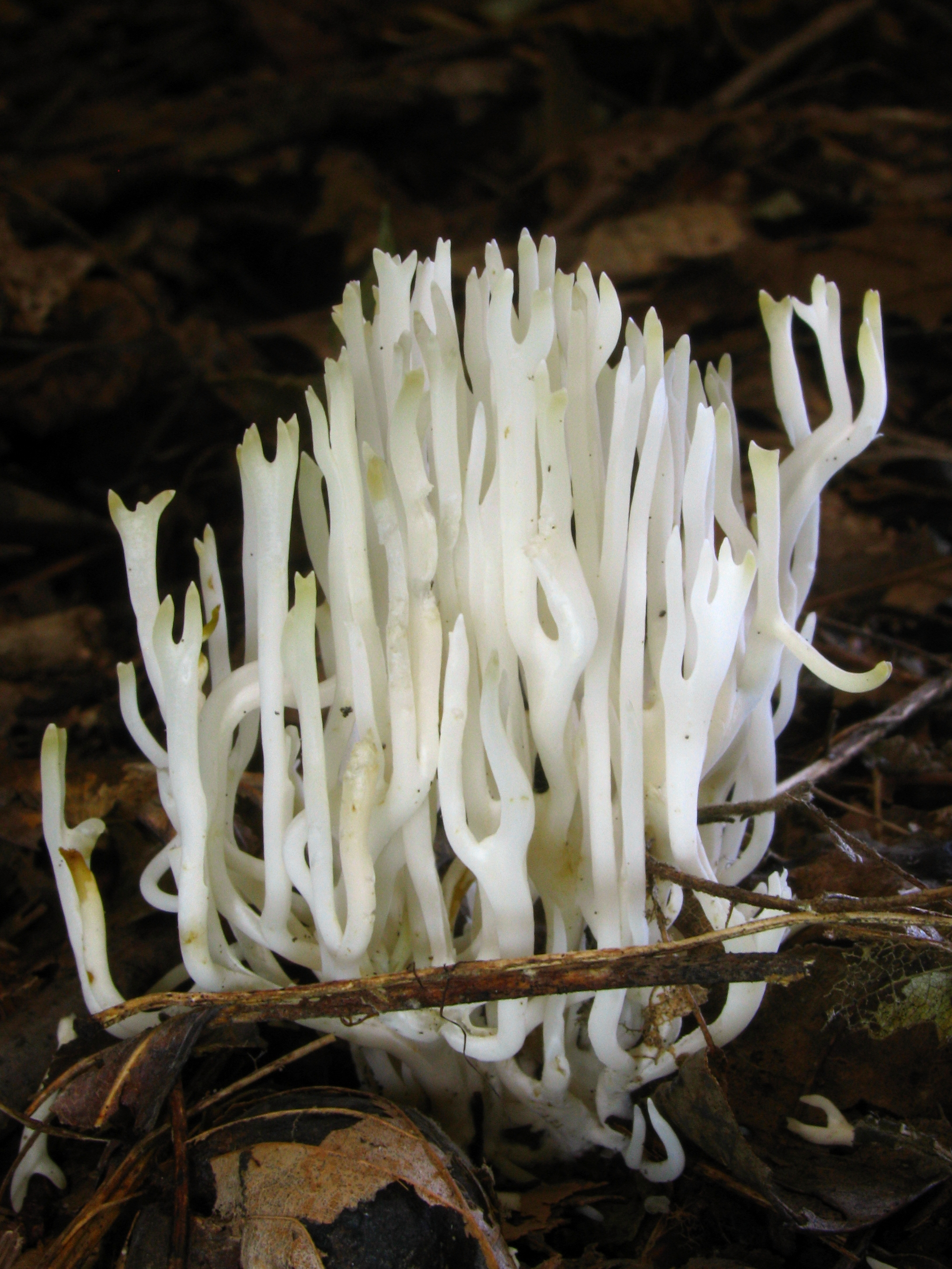
Ramariopsis kunzei
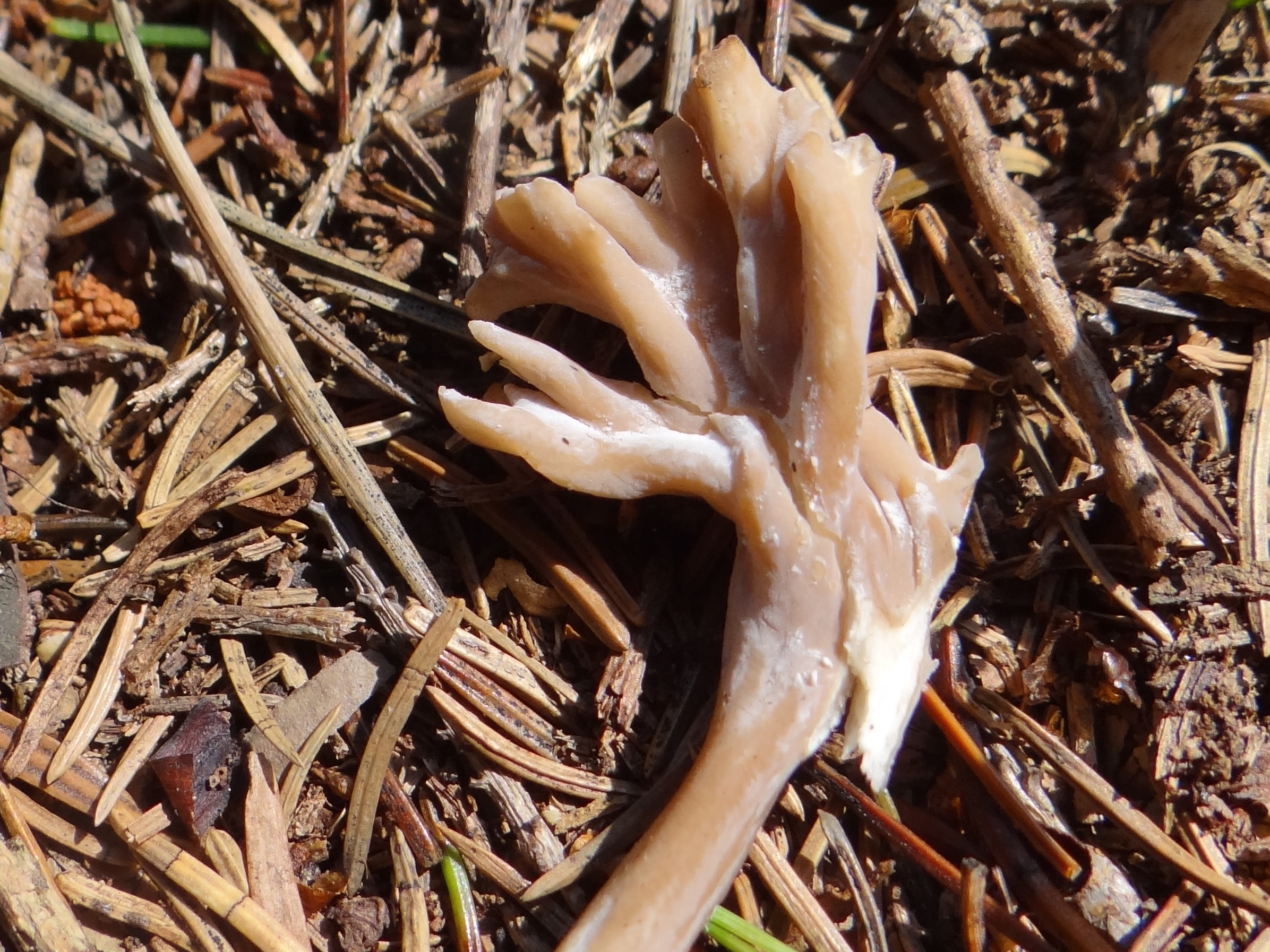
!Thelephora palmata!

## Valorificare
Clavaria fumosa este comestibilă, dar, fiind o specie relativ redusă, mică cu carne fragilă, colectarea pentru utilizări culinare nu merită. În China se folosește în bucătărie.